# Elatostema brongniartianum
Elatostema brongniartianum är en nässelväxtart som beskrevs av Hugh Algernon Weddell. Elatostema brongniartianum ingår i släktet Elatostema och familjen nässelväxter. Inga underarter finns listade i Catalogue of Life.